# Église Sainte-Thérèse de Fontenay-sous-Bois
L'église Sainte-Thérèse est une église catholique située avenue Victor-Hugo à Fontenay-sous-Bois, en France. Elle dépend du diocèse de Créteil.

## Localisation
L'église est située dans le département français du Val-de-Marne et la commune de Fontenay-sous-Bois, sur l'avenue Victor-Hugo.

## Historique

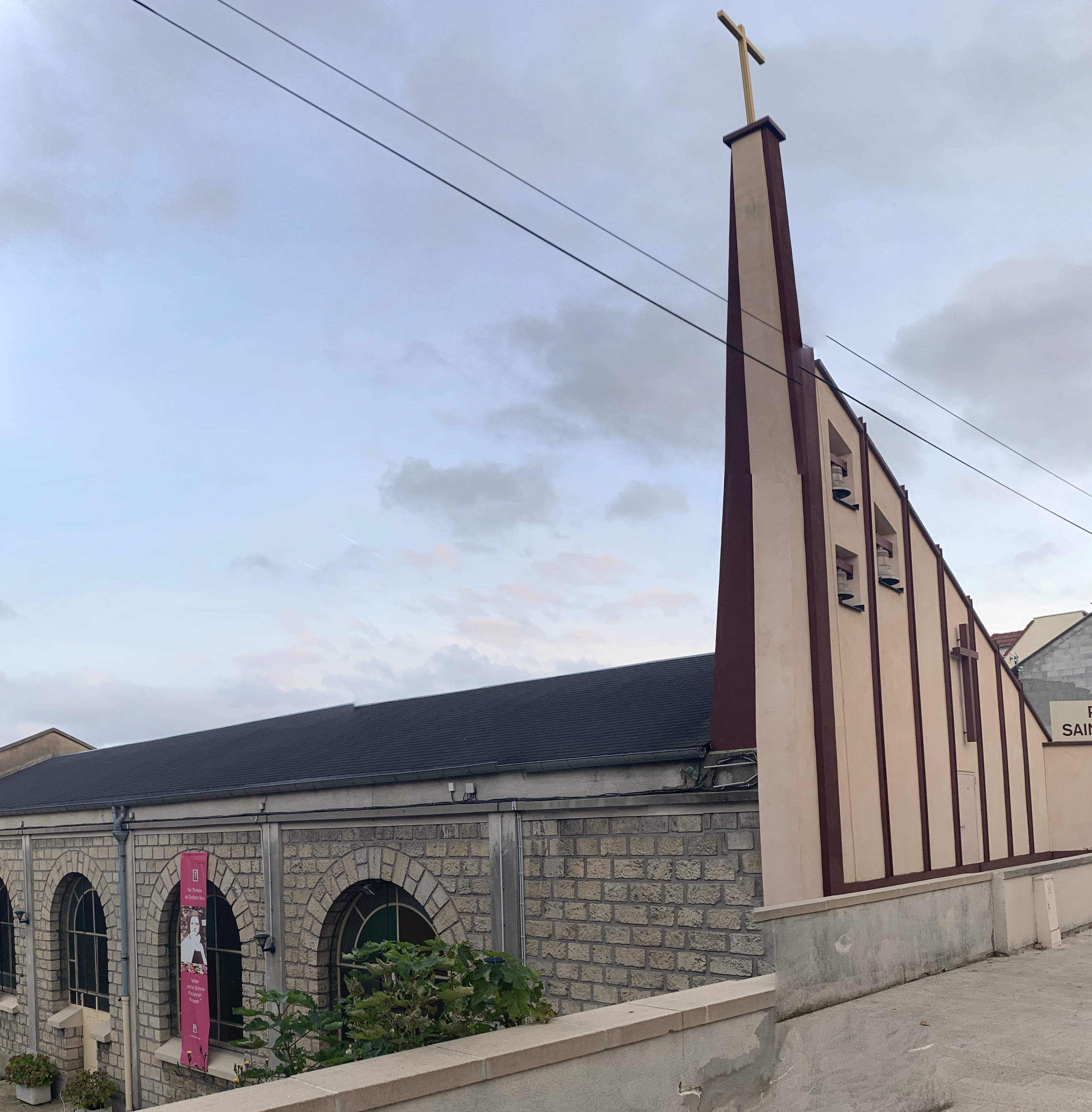
Église Sainte-Thérèse.

La période entre les deux guerres a vu fortement grandir la population de la ville. Pour cette raison, la construction de cette église (Ainsi que celle de Sainte-Marguerite) a été entreprise. 
Elle est ouverte aux fidèles le 18 mai 1939.
Sa construction a été interrompue par la guerre et n'a  pas été terminée.
Les messes sont célébrées dans la crypte de l'édifice ; il y en a quatre par semaine, dont deux messes dominicales.

## Description
Cet édifice construit en contrebas d'une route est illuminé de grandes baies ornées de vitraux abstraits.